# Philippe Berbizier
Pas d'image ? Cliquez ici

a Compétitions nationales et continentales officielles uniquement.

Philippe Berbizier, né le 27 août 1963 à Saint-Gaudens (Haute-Garonne), est un joueur français de rugby à XV jouant au poste de talonneur et entraîneur français de rugby à XV.

## Biographie
Talonneur formé à Lannemezan (Hautes-Pyrénées), Philippe Berbizier a aussi joué à Agen et à Mérignac.
Il est le frère de  Pierre Berbizier, international français, sélectionneur de l'équipe de France puis entraîneur.
Philippe Berbizier, entraîneur en 2005-2006 de La Teste (Fédérale 1) entraîne Mont de Marsan en Pro D2 en 2006-2007. Il est épaulé par Philippe Bérot, entraîneur en 2005-2006 des 3/4 de Castres. En 2009, il débarque au Racing Metro 92, en même temps que son frère Pierre, entraineur de l'équipe première, en tant qu'entraineur des avants.

## Palmarès

### Joueur
Avec le FC Lourdes
- Coupe de France :
  - Finaliste (1) : 1984

Avec le SU Agen
- Championnat de France de première division :
  - Vice-champion (1) : 1990

### Distinction personnelle
- Nuit du rugby 2009 : Meilleur staff d'entraîneur de la Pro D2 (avec Pierre Berbizier et Simon Mannix) pour la saison 2008-2009